# 座位表

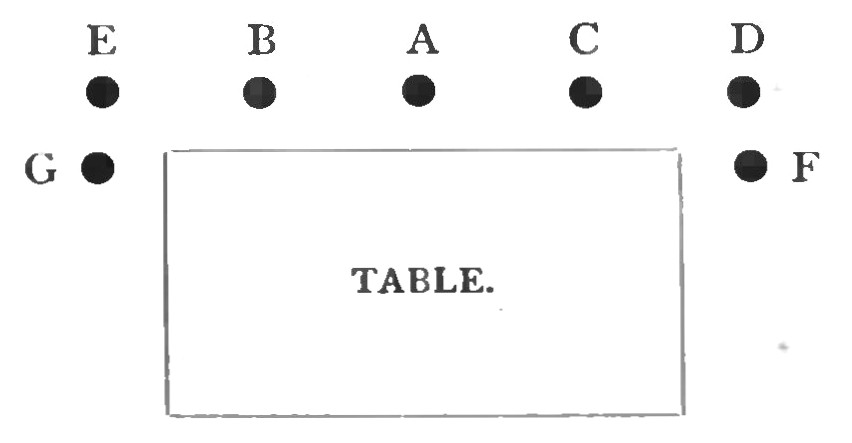
餐桌座位安排圖

座位表是一张用來确定人们应在何处就座的图表。

## 交通

波音747-400的座位图

飛機的座位表除了將飛機艙劃分為不同的等級，還標出了每位乘客自己的位置。

## 娱乐场所
观众購票時通過座位表选择剧院或电影院的座位。